# Óli Jógvansson
Óli Jógvansson (* 1969 in Tórshavn) ist ein färingischer Liedermacher und Komponist.

## Leben
Jógvansson gründete 2006 gemeinsam mit Bardur Haberg das Label Baroli Music und schrieb mit Haberg Songs für Sänger aus zahlreichen Ländern. Unter anderem komponierten und produzierten sie für Disney-Channel-Künstler wie Stefanie Scott, Dove Cameron und Caroline Sunshine. Jógvansson gewann den UK Songwriting Contest 2015 in der Kategorie „Instrumental“ für das Komponieren von Forever Gone.

## Werke (Auswahl)
Einige der Lieder, die Jogvansson mitgeschrieben und/oder komponiert hat:
- 2011: Let’s Fly Away – No Me Without You – Nothing I Won’t Do für den chinesischen Künstler Ruhan in dem Album Time To Grow (Co-Autor)
- 2011: Voglio Star Con Te, Single für die italienische Boyband Studio 3 (Co-Autor)
- 2011: High auf Brasiliens Top-10-Album DNA der brasilianischen Sängerin Wanessa, veröffentlicht im Juli 2011 von Sony Music Entertainment (Co-Autor)
- 2011: Girl I Used To Know, Single für die Künstlerin Stefanie Scott (Co-Autor)
- 2012: Can’t Break What’s Broken aus dem Album Loving This Day, aufgeführt von Jessica Clemmons (Co-Autor)
- 2012: FYI, Single für die Künstlerin Stefanie Scott (Co-Autor)
- 2012: A New Low von Iris Kroes, der Gewinnerin von The Voice of Holland im Jahr 2012 (Co-Autor)
- 2013: Future Sounds like us vom Album Shake It Up: I Love Dance, das zusammen mit Bardur Haberg, Michelle Lewis und Heidi Rojas geschrieben wurde, aufgeführt von Dove Cameron.[3]
- 2013: Titelsong für die Disney-Channel-Serie Liv and Maddie (Co-Autor/Produzent). Eine Vollversion des Songs (mit dem Titel Better in Stereo) wurde ebenfalls veröffentlicht. Das Musikvideo zu dem Song wurde auf Disneys VEVO-YouTube-Kanal veröffentlicht (80 Millionen Aufrufe ab Februar 2019) und etwa 3 Monate lang auf dem Disney Channel ausgestrahlt. Der Song erreichte außerdem Platz 4 in den US-amerikanischen iTunes-Charts in der Kategorie „Soundtrack“ und war 3 Wochen in Folge die Nummer 1 in der Billboard-Charts „Kid Digital“ (ab dem 1. April 2014 war das Lied 23 Wochen in diesen Charts).
- 2014: I Don’t Wanna Let You Go, Single für die Künstlerin Stefanie Scott
- 2014:  Voyage, Sieg in der Instrumentalkategorie auf Songoftheyear.com (Komponist)
- 2015:  Forever Gone, Single für den Künstler Ólavur Jakobsen (Komponist)
- 2015:  It vom Album Genic von Namie Amuro (Co-Autor)
- 2015: Forever Gone, Sieg in der Instrumentalkategorie beim UK Songwriting Contest 2019 (Komponist)[2]
- 2017: Laura’s Theme, Sieg in der Instrumentalkategorie beim UK Songwriting Contest 2019 (Komponist)[4]
- 2018: Voyage, Album veröffentlicht am 28. September (Jogvannson komponierte alle Stücke)
- 2019: A Place Called Home, Sieg in der Instrumentalkategorie beim UK Songwriting Contest 2019 (Komponist)
- 2019: Never Wanna Let You Go, Single veröffentlicht von Nicky Romeros Protocol Recordings (Co-Autor)

## Auszeichnungen
- 2014: Song Of The Year 2014, Liedermacherwettbewerb in der Instrumentalkategorie mit seiner Komposition Voyage (Sieger)
- 2014: Faroese Music Awards in der Kategorie Best Producers zusammen mit Bárður Háberg (Sieger)
- 2015: UK Songwriting Contest 2015 in der Instrumentalkategorie mit seiner Komposition Forever Gone[5] (Sieger)
- 2017: Uk Songwriting Contest 2017 in der Instrumentalkategorie mit seiner Komposition Laura’s Theme (Sieger)
- 2019: Uk Songwriting Contest 2019 in der Instrumentalkategorie mit seiner Komposition A Place Called Home (Sieger)